# Абдрахимов, Вахит Рахматович
Вахи́т Рахма́тович Абдрахи́мов (баш. Вәхит Рәхмәт улы Әбдерәхимов; род. 10 января 1961 года, деревня Таваканово, Кугарчинский район, Башкирская АССР) — российский политический деятель, глава администрации городского округа город Стерлитамак в 2009—2010 годах. Профессиональный автотранспортник. 

## Биография
Родился 10 января 1961 года в Таваканово Башкирской АССР.
Окончил Социально-экономический институт Академии труда и социальных отношений.
В 1976—1980 годы — студент Ишимбайского нефтяного техникума;

### Карьера
- 1980 — стерлитамакский «Каустик»[1] аппаратчик фильтрации цеха № 4;
- 1980—1982 — служба в рядах Советской Армии;
- 1982—1986 — автослесарь, мастер монтажного участка, шофёр Автоколонны № 1576 г. Стерлитамака[1];
- 1986—1994 — освобождённый председатель профсоюзного комитета Автоколонны № 1576[1];
- 1994 — начальник отдела эксплуатации Стерлитамакского предприятия грузового автотранспорта;
- 1994—1998 — заместитель директора по перевозкам Стерлитамакского предприятия грузового автотранспорта;
- 1998—2001 заместитель директора по перевозкам Стерлитамакского грузового автотранспортного предприятия ;
- 2001—2004 — директор Стерлитамакского грузового автотранспортного предприятия;
- 2004—2009 — директор Стерлитамакского грузового автотранспортного предприятия — филиала ГУП «Башавтотранс»[1];
- с 2009 по 28 сентября 2010 года — глава администрации городского округа город Стерлитамак — глава администрации городского округа город Стерлитамак Республики Башкортостан[2].

## Звания и награды
- Почётный автотранспортник РФ[1].
- Заслуженный работник транспорта Республики Башкортостан[1].
- Почетная Грамота Республики Башкортостан.